# Kiss You
"Kiss You" är den tredje singeln från det brittiska-irländska pojkbandet One Directions andra studioalbum Take Me Home. Den gavs ut den 8 februari 2013. Låten är skriven av Rami Yacoub, Carl Falk, Savan Kotecha, Kristian Lundin, Shellback, Albin Nedler och Kristoffer Fogelmark. Den tillhörande musikvideon till låten laddades upp på Youtube redan den 7 januari och hade i slutet av februari nästan 80 miljoner visningar.

## Listplaceringar
| Lista               | Topplacering |
| ------------------- | ------------ |
| Australien          | 13           |
| Belgien (Flandern)  | 30           |
| Belgien (Vallonien) | 33           |
| Danmark             | 24           |
| Frankrike           | 36           |
| Kanada              | 30           |
| Nederländerna       | 30           |
| Nya Zeeland         | 13           |
| Schweiz             | 45           |
| Storbritannien      | 9            |
| Sverige             | 1            |
| Tyskland            | 69           |
| USA                 | 51           |
| Österrike           | 57           |